# Heliodoro de Morais Branco
Coronel Heleodoro de Moraes Branco (Vacaria, 11 de julho de 1854 — Passo Fundo, 24 de março de 1921) foi um proprietário rural, militar e político brasileiro.
Foi o primeiro intendente do município de Lagoa Vermelha, cargo que ocupou por vinte anos (1892-1912). Promoveu a vinda de imigrantes italianos, dividindo em colônias a Fazenda São João do Forquilha, o que daria origem ao município de Sananduva.
Comandou as tropas que resistiram heroicamente ao cerco de Lagoa Vermelha levado a cabo pelos maragatos na Revolução Federalista (1 a 4 de novembro de 1893), tendo ao seu lado o juiz de direito da comarca de Lagoa Vermelha, Manoel André da Rocha, posteriormente fundador e primeiro diretor da Faculdade de Direito da Universidade Federal do Rio Grande do Sul.
Seu filho Victor de Moraes Branco (Lagoa Vermelha, 28 de julho de 1878 — Lagoa Vermelha, 12 de setembro de 1933), assim como o neto Heliodoro Moraes Branco (Lagoa Vermelha, 11 de março de 1907 — Lagoa Vermelha, 23 de julho de 1967) foram igualmente proprietários rurais e políticos brasileiros influentes na região do nordeste gaúcho.